# Cane da pastore scozzese a pelo lungo
Il cane da pastore scozzese a pelo lungo o Rough Collie è un cane da pastore della varietà di Collie.
In origine, il termine collie si riferiva ad un gruppo di razze da pastore definite appunto Collie-type: tutte condividevano l'origine britannica, un aspetto simile e simili attitudini da lavoro (intelligenza, sensibilità, istinto di conduzione e collaborazione con l’uomo). Tra loro ricordiamo: il Border Collie, il Bearded Collie, l'English Shepherd, l'Old English Sheepdog, il Rough Collie, lo Shetland Sheepdog, lo Smooth Collie e il Welsh Sheepdog.
Oggigiorno, nel linguaggio moderno, quando si parla semplicemente di "collie" si intende, invece, il cane da pastore scozzese a pelo lungo.

## Storia
Il nome "collie" deriva quasi certamente dal vocabolo anglosassone col, che significa nero. Con questo termine venivano indicate le pecore scozzesi caratterizzate dal manto scuro e, di conseguenza, i cani predisposti alla loro conduzione e cura. Questi erano a loro volta chiamati Colley dogs e solo più tardi collie. Fino al 1876, anno in cui il testo Book of farm di Henry Stephens incominciò a fare chiarezza, non ci si preoccupava di distinguere tra il collie a pelo lungo (Rough Collie) e quello a pelo corto (Smooth Collie). Fino al 1863, poi, anno della prima grande esposizione nazionale per cani da caccia e altre razze (svoltasi a Chelsea), il collie veniva generalmente indicato con il nome di "cane da pastore inglese", provocando una grossa confusione con razze affini. Fu solo nel 1895 con il riconoscimento ufficiale delle due varietà da parte del Kennel Club Inglese che si impose una definitiva chiarezza.

### Curiosità
A partire dagli anni '40, la razza Rough Collie divenne famosa sia sul grande che sul piccolo schermo grazie ai fortunati lungo e cortometraggi del personaggio Lassie, interpretato da Pal e dai suoi discendenti.

## Carattere[3]
Il rough collie ha il tipico carattere dei cani da pastore: diffidente per natura e permaloso, ma allo stesso tempo fedele, affettuoso e attaccato ai suoi padroni, alla sua casa, alle proprie abitudini. Molti di questi tratti caratteriali devono tanto alla sua storia: egli doveva occuparsi del gregge, obbedendo a ciò che il padrone gli ordinava di fare. Questo richiedeva una grande sintonia tra l’uomo e il cane e, da parte di quest’ultimo, la precisione e la sensibilità necessarie per affrontare ogni situazione. Oggi il suo gregge è la famiglia e sfrutterà la sua intelligenza e la sua sensibilità, per adattarsi alle diverse situazioni in cui dovrà vivere. 
Il cane da pastore è un cane consapevole, metodico ed è orientato alla famiglia, soprattutto se con bambini. 
Grazie a queste caratteristiche è ancora impiegato come sheepdog ed ha riscosso molto successo nella Pet-Therapy.

## Cure e Salute
Per mantenre il folto mantello in buone condizioni si consiglia di pettinare regolarmente il pelo del rough collie: almeno una volta a settimana (più frequentemente durante la muta), con particolare attenzione alle parti sensibili come dietro le orecchie, le ascelle e le frange sulle zampe. Una toelettatura regolare può prevenire nodi, mantenere la pelle sana e valorizzare la bellezza del manto. È importante anche prendersi cura di unghie, orecchie e denti.
Importantissimi sono i controlli legati alla displasia dell'anca. Non di meno importanza sono i controlli legati a: la CEA (Collie Eye Anomaly - diagnosticabile clinicamente nel cucciolo a partire dalla 7ª settimana) e le principali malattie genetiche della razza come MDR (o meglio la mutazione del gene MDR1 che predispone il cane alla tossicità nei confronti di determinate molecole farmacologiche) e DM (Mielopatia Degenerativa). Richiedi sempre all'allevatore i controlli effettuati sui cuccioli e sui genitori.

## Standard FCI nr.156[6]
ASPETTO GENERALE: cane di grande bellezza, dignità, perfetta armonia d'insieme.
CARATTERISTICHE: struttura caratterizzata da forza e attività senza essere pesante o grossolana. È molto importante l'espressione. Il giusto giudizio si ottiene considerando la perfetta armonia e combinazione di cranio e muso, taglia, forma, colore e posizione degli occhi, corretta posizione e portamento degli orecchi.
TEMPERAMENTO: disposizione amichevole, senza traccia di nervosismo o aggressività.
TESTA E CRANIO: le caratteristiche della testa sono molto importanti, e devono essere considerate in proporzione alla taglia del cane. Vista dal davanti o di lato, la testa assomiglia a un netto cono ben troncato, dal profilo liscio. Cranio piatto. I lati del muso si assottigliano gradualmente e gentilmente dagli orecchi alla punta del tartufo nero. Senza che le ossa delle guance siano sporgenti o il muso appuntito. Visto di lato, le linee cranio-facciali sono parallele e di uguale lunghezza, divise da un leggero ma percettibile stop. Un punto a metà fra gli angoli interni degli occhi, (che è il centro di uno stop correttamente posizionato), è il centro dell'equilibrio in lunghezza della testa. Punta del muso liscia, ben arrotondata, mai quadrata. Mascella inferiore forte. Linea pulita. Profondità del cranio dalle sopracciglia alla parte inferiore della mascella mai eccessiva. Tartufo sempre nero.
OCCHI: caratteristica molto importante; conferiscono un'espressione dolce. Di media misura, (mai molto piccoli), posizionati un po' obliquamente, a forma di mandorla e color marrone scuro, tranne che nei “blue merle” dove gli occhi sono frequentemente, (uno o ambedue, o parte di uno o di tutti e due) blu o macchiati di blu. Espressione piena d'intelligenza, con sguardo pronto e sveglio quando il cane ascolta.
ORECCHI: piccoli, non troppo ravvicinati sulla sommità del capo, non troppo distanziati. A riposo portati gettati all'indietro, ma in attenzione portati in avanti e semi-eretti; cioè, circa due-terzi degli orecchi stanno eretti, e il terzo s'inclina in avanti naturalmente, sotto l'orizzontale.
BOCCA: denti di buona misura. Mascelle forti con una perfetta, regolare e completa chiusura a forbice, cioè i denti superiori strettamente si sovrappongono agli inferiori e sono impiantati perpendicolarmente alle mascelle.
COLLO: muscoloso, potente, di buona lunghezza, ben arcuato
ANTERIORI: con ossa rotonde di moderato spessore
- Spalle: oblique e ben angolate
- Arti: diritti e muscolosi,
- Gomiti: né in dentro né in fuori

CORPO: leggermente più lungo dell'altezza, ben ampio dietro le spalle
- Dorso: fermo con uno leggero rialzo sui reni
- Costole: ben cerchiate
- Torace: profondo

POSTERIORI: cosce muscolose
- Arti: puliti e nervosi
- Ginocchia: ben angolate
- Garretti: ben discesi e potenti

PIEDI: ovali; suole ben imbottite. Dita arcuate e serrate. I piedi del posteriore sono leggermente meno arcuati.
CODA: lunga, con l'ultima vertebra che arriva almeno al garretto. Portata bassa quando il cane è calmo ma con leggera curva verso l'alto alla punta. Può essere portata gaiamente quando il cane è eccitato, ma mai sopra il dorso.
PASSO: il movimento è una distinta caratteristica della razza. Un cane sano non devia mai i gomiti all'infuori, ma muove con i piedi dell'anteriore relativamente ravvicinati, senza intrecciare, incrociare e con rullii, il che sarebbe decisamente indesiderabile. Posteriori: dal garretto a terra, se visti dal dietro, paralleli ma non troppo ravvicinati; se visti dal lato, il movimento è liscio. I posteriori sono potenti con forte spinta. Un ragionevole allungo è desiderabile e dovrebbe essere leggero e apparire senza sforzo
MANTELLO: segue il profilo del corpo, molto fitto. Mantello esterno diritto e ruvido al tatto, sottopelo soffice, come una pelliccia e fitto tanto da nascondere la pelle; il pelo della criniera e frange è molto abbondante; sulla maschera e faccia liscio, come pure alla punta degli orecchi, che però portano più pelo verso la base; gli arti anteriori sono ben frangiati, i posteriori al di sopra del garretto hanno abbondanti frange, ma pelo liscio sotto i garretti. Pelo sulla coda molto abbondante.

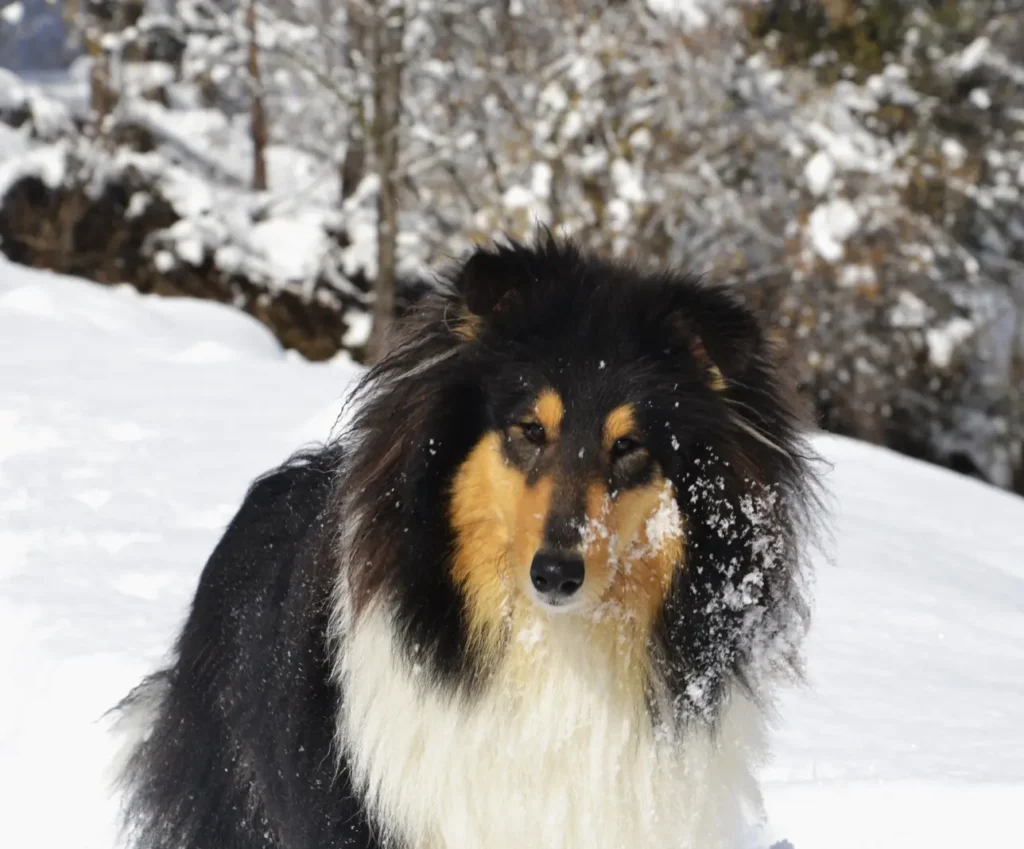
[https://allevamentodellagranriva.it/roughcollie/prappy-pastore-scozzese/ Rough Collie - Tricolore

COLORE: tre colori riconosciuti: sabbia e bianco, tricolore e blue merle.
- Sabbia: ogni sfumatura di oro chiaro fino al mogano intenso o sabbia sfumato. Paglia chiaro o crema altamente indesiderabile
- Tricolore: nero predominante con focature intense agli arti e testa. Riflessi ruggine sul mantello esterno altamente indesiderabili
- Blue merle: predominanza di chiaro, blu argentato, macchiato e marmorizzato con nero. Preferite intense focature, ma non se ne deve penalizzare la mancanza. Sono altamente indesiderabili larghe macchie nere, color ardesia o riflessi ruggine sia sul manto esterno che sul sottopelo. Macchie bianche su tutto il corpo ci devono essere (in grado più o meno elevato) le tipiche macchie bianche da collie. Sono corrette le seguenti macchie: collare bianco, completo o in parte, sul pettorale, arti e piedi, punta bianca alla coda. Una striscia bianca può comparire sul muso, sul cranio, o su tutti e due.

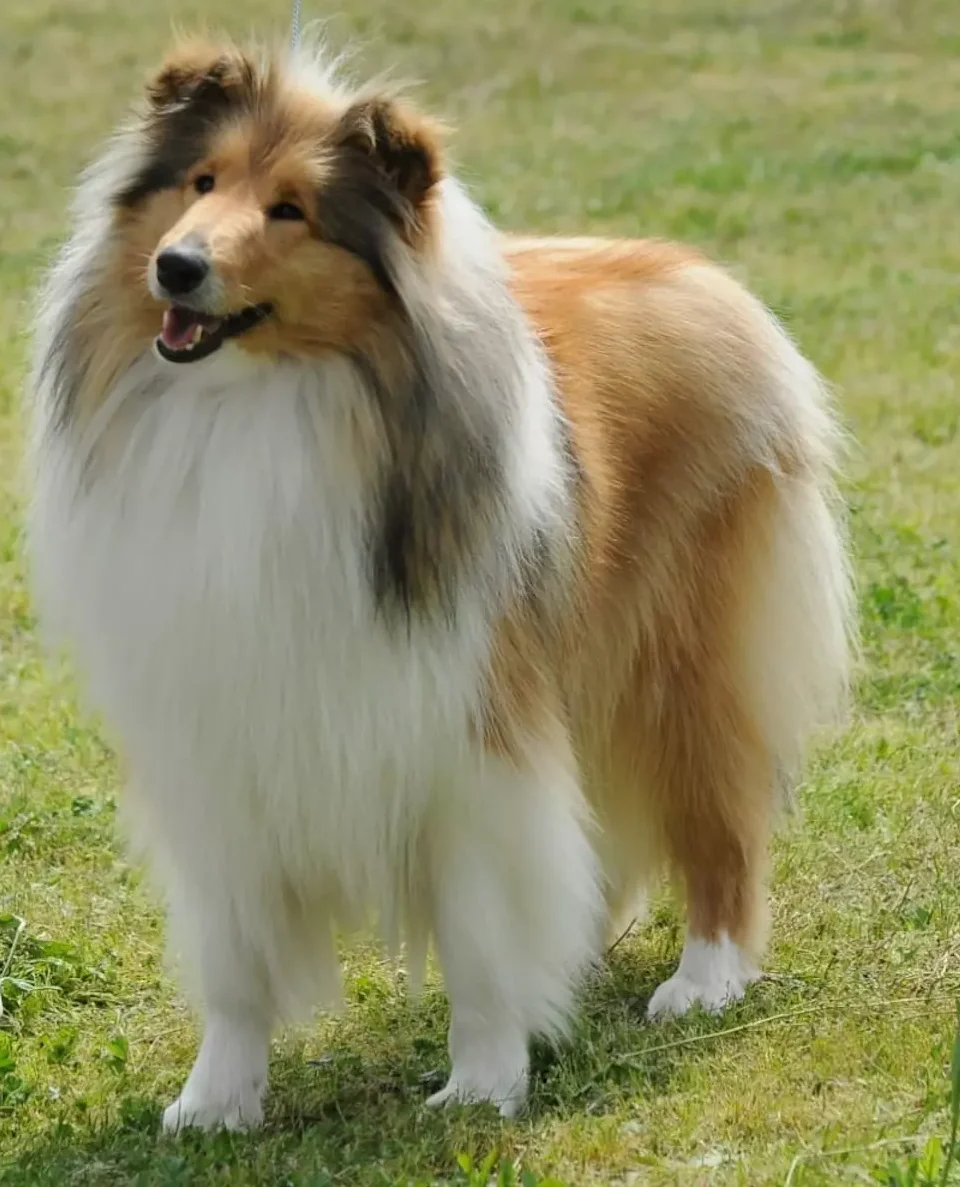
[https://allevamentodellagranriva.it/roughcollie/lady-pastore-scozzese/ Rough Collie - Colore Sabbia

TAGLIA: Altezza al garrese
- Maschi: 56 – 61 cm
- Femmine: 51 – 56 cm

## Diffusione
Nel 2024 l'ENCI ha contato 377 cuccioli iscritti al libro genealogico. Esistono numerosi allevamenti in tutta Italia, alcuni sono allevatori con affisso riconosciuto FCI ed ENCI. 
La Società Italiana Collie è invece l'associazione cinofila specializzata che tutela sia gli smooth collie sia i rough collie. 

## Adatto per
- Sheepdog
- Compagnia
- Obedience
- Protezione civile - Soccorso Alpino
- Agility dog
- Fly ball
- Free style
- Pet therapy